# 오수아 (가수)
오수아는 대한민국의 가수이자 뮤지컬 배우다.

## 데뷔
- Zudy (2008)

## 뮤지컬
- 롤리폴리(2012.01.13-02.25)
- 뮤지컬 제우스 클럽파티(2012.08.03-08.10)
- 뮤지컬 제우스 클럽파티(2012.10.05-10.31)
- 젊음의 행진 코엑스(2013.04.02-2013.06.23)
- 젊음의 행진 서산 (2013.07.19-2013.07.20)
- 젊음의 행진 울산 (2013.08.30-2013.08.31)
- 젊음의 행진 김해 (2013.11.02-2013.11.03)
- 젊음의 행진 한전아트센터

(2013.11.16-2014.01.26)
- 담배가게 아가씨 유니플렉스

(2015.10.03-2016.01.31)
- 담배가게 아가씨 CK아트홀

(2015.12.04-2015.12.31)
- 별이 빛나는 밤에 올림픽 공원

(2016.05.07-2016.05.15)
- 불효자는 웁니다 (2016.09.10-2016.10.30)

## 활동
- Zudy (2008.08)
- 트롯걸 (2018.01~2019.12)
- 비비추 (2020.01~2021.12)
- 오수아 (2022.10.04)
- 루비체 (2023.01~2023.12)
- 레이디티 (2024.05~)